# Список дійсних членів Національної академії мистецтв України
Список діючих дійсних членів Національної академії мистецтв України станом на 18 червня 2022. Нараховує 47 митців та науковців.
| Академік АМУ                         | Відділення                  | Рік обрання |
| ------------------------------------ | --------------------------- | ----------- |
| Балаян Роман Гургенович              | кіномистецтва               | 2001        |
| Баринова-Кулеба Віра Іванівна        | образотворчого мистецтва    | 2017        |
| Безгін Ігор Дмитрович                | театрального мистецтва      | 1997        |
| Бітаєв Валерій Анатолійович          | теорії та історії мистецтв  | 2017        |
| Бокотей Андрій Андрійович            | синтезу пластичних мистецтв | 2000        |
| Вантух Мирослав Михайлович           | музичного мистецтва         | 1997        |
| Векленко Олег Анатолійович           | синтезу пластичних мистецтв | 2017        |
| Гамкало Іван Дмитрович               | музичного мистецтва         | 2021        |
| Гуйда Михайло Євгенович              | образотворчого мистецтва    | 2001        |
| Голубець Орест Михайлович            | синтезу пластичних мистецтв | 2021        |
| Даниленко Віктор Якович              | синтезу пластичних мистецтв | 2017        |
| Зубавіна Ірина Борисівна             | кіномистецтва               | 2017        |
| Кара-Васильєва Тетяна Валеріївна     | теорії та історії мистецтв  | 2017        |
| Козак Богдан Миколайович             | театрального мистецтва      | 2004        |
| Корнієнко Неллі Миколаївна           | теорії та історії мистецтв  | 2006        |
| Кущ Анатолій Васильович              | образотворчого мистецтва    | 2004        |
| Криволап Анатолій Дмитрович          | образотворчого мистецтва    | 2021        |
| Криштофович В'ячеслав Сигізмундович  | кіномистецтва               | 2017        |
| Левитська Марія Сергіївна            | театрального мистецтва      | 2017        |
| Маков Павло Миколайович              | образотворчого мистецтва    | 2021        |
| Маслобойщиков Сергій Володимирович   | кіномистецтва               | 2021        |
| Мажуга Юрій Миколайович              | театрального мистецтва      | 2002        |
| Медвідь Любомир Мирославович         | синтезу пластичних мистецтв | 2004        |
| Мельник Анатолій Іванович (художник) | образотворчого мистецтва    | 2013        |
| Микита Володимир Васильович          | образотворчого мистецтва    | 2004        |
| Міляєва Людмила Семенівна            | теорії та історії мистецтв  | 2000        |
| Назарова Тетяна Євгенівна            | театрального мистецтва      | 2004        |
| Пилатюк Ігор Михайлович              | музичного мистецтва         | 2017        |
| Перевальський Василь Євдокимович     | образотворчого мистецтва    | 2013        |
| Прядка Володимир Михайлович          | синтезу пластичних мистецтв | 2004        |
| Резнікович Михайло Ієрухімович       | театрального мистецтва      | 1997        |
| Савчук Євген Герасимович             | музичного мистецтва         | 2004        |
| Сільваші Тіберій Йосипович           | образотворчого мистецтва    | 2021        |
| Сидоренко Віктор Дмитрович           | образотворчого мистецтва    | 1997        |
| Скрипник Олексій Вікторович          | музичного мистецтва         | 2021        |
| Скуратівський Вадим Леонтійович      | кіномистецтва               | 2004        |
| Станкович Євген Федорович            | музичного мистецтва         | 1997        |
| Стельмащук Галина Григорівна         | теорії та історії мистецтв  | 2017        |
| Стригун Федір Миколайович            | театрального мистецтва      | 2017        |
| Іллєнко Михайло Герасимович          | кіномистецтва               | 2017        |
| Федорук Олександр Касянович          | теорії та історії мистецтв  | 2000        |
| Чуприна Петро Якович                 | музичного мистецтва         | 2013        |
| Чебикін Андрій Володимирович         | образотворчого мистецтва    | 1997        |
| Черкашина-Губаренко Марина Романівна | теорії та історії мистецтв  | 2017        |
| Чміль Ганна Павлівна                 | кіномистецтва               | 2013        |
| Шейко Василь Миколайович             | синтезу пластичних мистецтв | 2017        |
| Яковлєв Микола Іванович              | синтезу пластичних мистецтв | 2004        |

## Джерело
- Сайт Академії мистецтв України